# 고쇼 (연호)
고쇼(康正, こうしょう)는 일본의 연호(元号) 중 하나이다.
- 전후 : 교토쿠(享徳) 이후 - 조로쿠(長禄) 이전.
- 시기 : 1455년 ~ 1456년
- 천황 : 고하나조노 천황
- 쇼군 : 무로마치 막부의 아시카가 요시마사

## 개원(改元)
- 교토쿠 4년 7월 25일(율리우스력 1455년 9월 6일), 개원.
- 고쇼 3년 9월 28일(율리우스력 1457년 10월 16일), 조로쿠로 개원된다.

## 출전
『사기』와 『서경』의 「平康正直」.

## 서력과의 대조표
| 고쇼 | 원년   | 2년    | 3년    |
| ---- | ------ | ------ | ------ |
| 서력 | 1455년 | 1456년 | 1457년 |
| 간지 | 을해   | 병자   | 정축   |

## 같이 보기
- 일본의 연호 일람

| 이전 교토쿠 | 일본의 연호 1455년 ~ 1457년 | 다음 조로쿠 |